# Mohamed Tounkara
Pour les articles homonymes, voir Tounkara.
Mohamed Tounkara est un député et homme politique guinéen. Député guinéen mars 2020 au 5 septembre 2021.

## Biographie
Député guinéen de 2020 en 2021 de la dernière législature de mars 2020. Il est membre de la commission mines et industrie de la 9eme législative de la république de Guinée' sous la présidence Alpha Condé,.